# Ngadikerso (Sapuran)
Ngadikerso is een bestuurslaag in het regentschap Wonosobo van de provincie Midden-Java, Indonesië. Ngadikerso telt 2530 inwoners (volkstelling 2010).